# Marie-Clothilde av Savojen

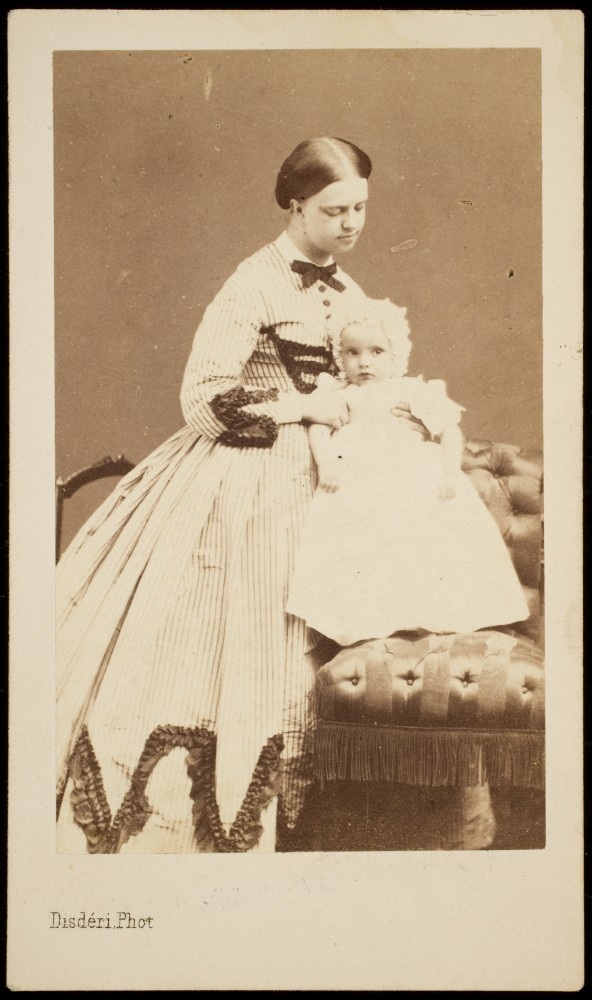
Clotilde med sonen Napoleon Victor Jérome, 1862.

Ludovica Teresa Maria Clotilde av Savoyen, född 2 mars 1843, död 25 juni 1911, var en italiensk och genom äktenskap fransk prinsessa, gift med den franske prinsen Napoleon-Jérôme-Joseph-Charles Bonaparte.

## Biografi
Marie-Clothilde var dotter till kung Viktor Emanuel av Savoyen och Maria Adelheid av Österrike; fadern blev 1860 Italiens kung. Hon blev bortgift 30 januari 1859 med Napoleon-Jérôme-Joseph-Charles Bonaparte.
Äktenskapet hade arrangerats av politiska skäl i juli 1858, och Marie-Clothilde hade tvingats gå med på det mot sin vilja. Det var impopulärt i Italien, där det betraktades som en mesallians, och även i Frankrike, där man från början tyckte synd om henne på grund av makens många sexualpartner.
Relationen blev olycklig: Marie-Clothilde var allvarligt och pliktmässigt lagd, medan maken föredrog ett nöjesbetonat hovliv och ständigt var otrogen. Som person beskrevs hon i Frankrike som bigott, stolt, plikttrogen, from och anständig.
Då kejsarinnan Eugenie, som inte var född kunglig, klagade på den tröttande representationen ska hon ha svarat: "Vi finner det inte tröttande: ni förstår, vi är vana vid det"; under en diskussion med Eugenie om korrekt klädsel framhöll hon att hon var född och fostrad vid ett kungligt hov. Hon var populär bland allmänheten, som kände sympati för henne på grund av hennes makes otrohet.
Vid revolutionen 1870 vägrade hon först att lämna Paris på grund av sin uppfattning om vad som var passande för en medlem av hennes släkt, huset Savoyen. Paret tvingades dock ändå resa. De bosatte sig då i hennes hemland Italien. Efter sin fars död 1878 separerade hon från maken och bosatte sig i slottet Moncalieri utanför Turin, där hon resten av sitt liv ägnade sig åt religionsutövning.
Barn:
- Victor Jérôme Bonaparte (1862–1926)
- Napoleon Louis Bonaparte (1864–1932; rysk generallöjtnant)
- Letizia Bonaparte (1866–1922; gift med Amadeo I av Spanien)